# La Même Tribu, volume 1
Albums de Eddy Mitchell
Big Band Palais des Sports 2016
(2016) La Même Tribu, volume 2
(2018)
La Même Tribu, volume 1 est le trente-septième album studio d'Eddy Mitchell, sorti en 2017 sur le label Polydor. Il est composé de duos de reprises de chansons de Mitchell. Il est suivi de La Même Tribu, volume 2, sorti en 2018.

## Histoire
Eddy Mitchell revisite en duo certains succès qui ont parsemé sa carrière. L'idée est née d'une (ancienne) proposition de Pascal Nègre, alors directeur d'Universal Music. Le chanteur y est quelque peu réticent, jusqu'à ce qu'il trouve l'idée pour donner sens à l'ensemble, une chanson originale qui à la fois remercierait les participants, mais aussi qui rendrait hommage à leurs répertoires. 
La même tribu, est donc l'unique titre inédit du projet et son texte comprend de nombreuses références à des chansons emblématiques des participants, qui les citent et chantent eux-mêmes. Eddy Mitchel confie : « Il fallait une chanson qui respecte un peu tous ces gens-là et qui les glorifie aussi. Et cela n’a pas été simple car il fallait faire des textes en proportion de chacun. » 
C'est ainsi que sur la première version de la chanson La même tribu on retrouve par ordre d'apparition, avec les chansons référencées :
Johnny Hallyday (Je suis né dans la rue et Quelque chose de Tennessee), Laurent Voulzy (Belle-Île-en-Mer), Pascal Obispo (Lucie), Alain Souchon (Foule sentimentale), Julien Clerc (Femmes, je vous aime), Renaud (Mistral gagnant), Christophe (Aline), Sanseverino (Les embouteillages),  Maxime Le Forestier (Né quelque part), Michel Jonasz (La Boîte de jazz), Arno (Putain putain (en)), Calogero (En apesanteur), Brigitte (Battez-vous) Thomas Dutronc (Comme un manouche sans guitare), William Sheller (Un homme heureux) et Jacques Dutronc (Les Play-Boys). À cette liste se rajoute l'imitateur Laurent Gerra qui déclare « J'vous imite tous quand je veux ».
L'album qui réunit plusieurs générations d'artistes, s'achève par un duo avec la fille d'Eddy Mitchell, Maryline Moine.
Le duo Johnny-Eddy sur C'est un rocker est le dernier enregistrement de Johnny Hallyday paru de son vivant.
C'est également le dernier enregistrement du chanteur Américain Charles Bradley, décédé d'un cancer de l'estomac, le 23 septembre 2017.
La pochette de l'album est dessinée par Ralph Meyer,.
Au moment où sort l'album, un second opus déjà finalisé est annoncé.
La Même Tribu, volume 2 sort le 25 mai 2018.

## Commentaires
Le premier opus sort le 10 novembre 2017, en CD, double LP vinyle rouge, et sur CD-DVD (Polydor Universal 578897-6). 
- C'est un rockeur est un titre de l'album Rocking in Nashville (1974)
- On veut des légendes est un titre de l'album Jambalaya (2006)
- Sur la route de Memphis est la chanson de l'album éponyme (1976)
- J'ai oublié de l'oublier est un titre de l'album Seul (1966)
- Lèche-bottes blues est un titre de l'album Ici Londres (1989)
- Toujours un coin qui me rappelle est un titre de l'album Toute la ville en parle... Eddy est formidable (1964)
- Au bar du Lutétia est un titre de l'album Frenchy (2003)
- M'man est un titre de l'album Mitchell (1987)
- Otis est paru en super 45 tours (1969)
- La Fille du motel est un titre de l'album Sur la route de Memphis (1976)
- Nashville ou Belleville est un titre de l'album Racines (1984)
- Un portrait de Norman Rockwell est un titre de l'album Mr Eddy (1996)
- Et la voix d'Elvis est un titre de l'album La Dernière Séance (1977)

## Liste des titres
| 1.  | La Même Tribu (avec Johnny Hallyday, Laurent Voulzy, Pascal Obispo, Alain Souchon, Julien Clerc, Renaud, Christophe, Sanseverino, Maxime Le Forestier, Michel Jonasz, Arno, Calogero, Brigitte, Thomas Dutronc, William Sheller, Laurent Gerra, Jacques Dutronc) | Claude Moine                | Pierre Papadiamandis                                       | 3:46 |
| 2.  | C'est un rocker (I'm A Rocker) (avec Johnny Hallyday) | Claude Moine (adaptation)   | Chuck Berry                                                | 3:54 |
| 3.  | On veut des légendes (avec Alain Souchon) | Claude Moine                | Pierre Papadiamandis                                       | 3:52 |
| 4.  | Sur la route de Memphis (That's How I Got to Memphis (en)) (avec Renaud) | Claude Moine (adaptation)   | Tom T. Hall                                                | 3:11 |
| 5.  | J'ai oublié de l'oublier (avec Julien Clerc) | Claude Moine                | Pierre Papadiamandis                                       | 3:16 |
| 6.  | Lèche-bottes blues (avec Arno) | Claude Moine, Boris Bergman | Pierre Papadiamandis                                       | 4:23 |
| 7.  | Toujours un coin qui me rappelle ((There's) Always Something There to Remind Me) (avec Keren Ann) | Ralph Bernet (adaptation)   | Burt Bacharach, Hal David                                  | 3:35 |
| 8.  | Au bar du Lutétia (avec Jacques Dutronc) | Claude Moine                | Michel Amsellem                                            | 4:52 |
| 9.  | M'man (accompagné par Ibrahim Maalouf à la trompette) | Claude Moine                | Pierre Papadiamandis                                       | 4:32 |
| 10. | Otis (Hard To Handle) (en) (avec Charles Bradley) | Claude Moine (adaptation)   | Otis Redding, Alvertis Isbell, Jones Allen Alvoir Jr. (en) | 2:55 |
| 11. | La Fille du motel (avec Brigitte) | Claude Moine                | Pierre Papadiamandis                                       | 3:05 |
| 12. | Nashville ou Belleville (avec Sanseverino) | Claude Moine                | Pierre Papadiamandis                                       | 3:36 |
| 13. | Un portrait de Norman Rockwell (avec Christophe) | Claude Moine                | Pierre Papadiamandis                                       | 4:26 |
| 14. | Et la voix d'Elvis (Good Rockin' Tonight) (avec Maryline Moine) | Claude Moine (adaptation)   | Roy Brown                                                  | 3:53 |

## Musiciens
Nota, source pour l'ensemble de la section :
- Rob Mounsey : arrangements cordes et cuivres
- Michel Gaucher : arrangements cuivres
- Mark Goldenberg : guitare
- Slim Pezin : guitare
- Basile Leroux : guitare
- Lee Sklar : basse
- Franck Bedez : basse
- Bernie Dresel : batterie
- Claude Salmieri : batterie, piano, claviers
- Christophe Deschamps : batterie
- Rob Mounsey : piano, claviers
- Jean-Yves D'Angelo : piano, claviers
- Charlie McCoy : harmonica
- Greg Zlap : harmonica
- Arno : harmonica (sur Lèche-bottes blues)
- Russ Hicks : Pedal steel guitar
- Hervé Brault : pédal steel guitar
- Yannick Claire, Loïca Künstlich, Cyril Mence, Frederike Schieste : chœurs
- Antoine Duchêne : programmations
- Glen Berger : saxophone
- Jerry Vivino : saxophone baryton, flûte alto
- George Shelby : saxophone ténor
- Michel Gaucher : saxophone ténor, flute
- Bill Churchville : bugle, trompette
- Éric Mula : bugle, trompette
- Bob McChesney : trombone, euphonium
- Michael Joussein : trombone
- Christian Martinez : trompette
- Sylvain Carton : clarinette contre alto en EB
- Jon Titmuns : cor
- Mike Stanley : cor
- Laura Vivino : flûte
- Glen Berger : flûte alto
- Christophe Briquet, Thibault Mortegoute, SBO Productions : cordes
- Hugues Borsarello : violon Solo

## Ventes
L'album est certifié disque d'or, en France, le 1er décembre 2017 pour une équivalence de 50 000 ventes.